# Temporada do Clube de Regatas do Flamengo de 2014
O Clube de Regatas do Flamengo em 2014 participou do Campeonato Carioca, sendo campeão e conquistando seu 33.º título da competição; da Copa Libertadores da América, sendo eliminado na fase de grupos ou segunda fase; da Copa do Brasil, onde iniciou a sua participação a partir das oitavas de final, por ser um dos clubes que disputaram da edição deste ano da Libertadores e deixou a competição na semifinal e do Campeonato Brasileiro, terminando a competição na décima posição, com 14 vitórias e derrotas e oito empates e saldo negativo de um gol, sendo 46 marcados e 47 sofridos.
Disputou 66 partidas, sendo 33 vitórias, 13 empates e 20 derrotas e marcou 102 gols e sofreu 81, com saldo de 21 gols.
O artilheiro da temporada foi Alecsandro com 21 gols, seguido por Eduardo, Éverton e Gabriel com nove gols cada um.
Na parte disciplinar foram 133 cartões, sendo sete vermelhos: dois para Chicão (na segunda partida da final do Campeonato Carioca e no clássico contra o Botafogo pela 12.ª rodada do Brasileirão) e um para Amaral, Cáceres, Erazo e Léo Moura e Marcelo (pela 29.ª rodada do Brasileiro, contra o Atlético Paranaense). Os 126 cartões amarelos foram recebidos por 29 jogadores, incluindo os sete com vermelhos, sendo 14 para Cáceres, 11 para Éverton, nove para André Santos e oito para Alecsandro.

## Fatos marcantes

### Transferências

#### Entradas
Em 7 de julho, pouco antes do término da Copa do Mundo de 2014, o clube anunciou a contratação de Eduardo, futebolista do Shakhtar Donetsk, da Ucrânia, e que disputou a Copa pela Seleção Croata, como o grande reforço para o retorno do Campeonato Brasileiro. O contrato será de 18 meses, até dezembro de 2015.

#### Saídas
Em 1 de agosto, foi anunciada que Hernane, enfim, deixaria a Gávea. O atacante acompanhava a delegação rubro-negra que estava em Chapecó para a partida válida pela 13.ª rodada do Campeonato Brasileiro. Em função da proposta, Hernane não participaria da partida, nem como reserva. O clube saudita Al-Nassr anunciou a contratação do futebolista no seu perfil oficial no Twitter.
Após a fraca campanha no retorno do Campeonato Brasileiro, que levou a saída do treinador Ney Franco, a diretoria do clube sinalizou com a saída de alguns futebolistas. O primeiro deles foi Elano. O futebolista e a diretoria acertaram o fim do empréstimo e, com isso, ele deixou o clube e retornou para o Grêmio. Mesmo com o término do empréstimo, o clube continuará pagando metade do salário do futebolista, de 190 mil reais, até o final da temporada.
Em 15 de agosto, foi a vez de André Santos chegar a um acordo com a diretoria e acertar a sua rescisão. A última partida disputada foi a goleada de 4 a 0 sofrida para o Internacional, em 20 de julho, no estádio Beira-Rio. Após a partida, ele havia sido agredido por torcedores no estacionamento do estádio. Dois dias após o episódio, ele foi informado que não fazia mais parte dos planos do clube.

### Mortes
- 20 de abril – Nélio, disputou apenas 24 jogos, de março de 1950 até julho de 1951, e marcou um único gol. Porém entrou para a história do clube ao se tornar o quinto futebolista do Flamengo a marcar no Maracanã[7]
- 12 de agosto – Enio Figueiredo, ex-atleta e treinador do Flamengo e da Seleção Brasileira. Iniciou a carreira em 1962, na equipe juvenil do clube. Foram nove anos como jogador e 25 como treinador. Conquistou 35 campeonatos de 1972 e 1980, da categoria mirim até a adulta[8][9]
- 5 de setembro – Esquerdinha, 16.º maior artilheiro da história do clube. Atuou em 277 partidas e marcou 117 gols. Ídolo da década de 1950 (1951–1955), teve passagens pelo clube na década anterior em parte de 1948, 1949, 1950. Foi capitão da equipe e participou, entre outras conquistas, do tricampeonato Carioca (1953, 1954 e 1955). O clube não vencia o Campeonato desde de 1944[10]
- 24 de setembro – Dionísio, o "Bode Atômico", disputou 164 partidas pelo clube, de 1967 a 1972, e marcou 62 gols[11]

## Treinadores

### Jaime de Almeida
Jaime de Almeida assumiu interinamente a equipe após a saída de Mano Menezes e foi efetivado em 25 de setembro de 2013.
Em 5 de dezembro de 2013, a diretoria do Flamengo anunciou a permanência do treinador até dezembro de 2015, quando termina o mandato da atual diretoria do clube.
Em 12 de maio de 2014, um dia após a derrota do time para o Fluminense por 2 a 0, foi demitido. Às 10 horas e 49 minutos, Ancelmo Gois, colunista de "O Globo" divulgou que Ney Franco seria anunciado na terça-feira como novo treinador do Flamengo. O vazamento da informação criou mal-estar. O comunicado ao treinador só ocorreu, oficialmente e por telefone, às 18 horas e 30 minutos pelo vice-presidente de futebol do clube, Wallim Vasconcelos. O diretor de futebol, Paulo Pelaipe, também foi demitido.
| “ | Sair faz parte, a diretoria tem o direito de trocar o treinador. Mas não achei bonito a forma como isso foi feito, ninguém gostaria. | ” |

#### Estatísticas
| Temp. | Competição                 | Jogos | Vitórias | Empates | Derrotas | Aprov. | Observações   | Ref |
| ----- | -------------------------- | ----- | -------- | ------- | -------- | ------ | ------------- | --- |
| 2012  | Campeonato Carioca[I02]    | 2     | 0        | 2       | 0        | 33,3%  |               |     |
| 2012  | Total da temporada         | 2     | 0        | 2       | 0        | 33,3%  |               |     |
| 2013  | Copa do Brasil             | 6     | 4        | 2       | 0        | 77,8%  | Campeão       |     |
| 2013  | Campeonato Brasileiro[I03] | 17    | 7        | 5       | 5        | 51,0%  | 16.º colocado |     |
| 2013  | Total da temporada         | 23    | 11       | 7       | 5        | 58,0%  |               |     |
| 2014  | Campeonato Carioca[I04]    | 18    | 14       | 3       | 1        | 83,3%  | Campeão       |     |
| 2014  | Copa Libertadores          | 6     | 2        | 1       | 3        | 38,9%  | 2.ª fase      |     |
| 2014  | Campeonato Brasileiro      | 3     | 1        | 1       | 1        | 44,4%  | 9.º colocado  |     |
| 2014  | Total da temporada[I04]    | 27    | 17       | 5       | 5        | 69,1%  |               |     |
| TOTAL | TOTAL                      | 52    | 28       | 14      | 10       | 62,8%  |               |     |

- I02. ^ Como treinador interino
- I03. ^ Incluídos os jogos como treinador interino: Criciúma 0–3 Flamengo (8 de junho), Náutico 0–0 Flamengo (22 de setembro)
- I04. ^ Na partida contra o Bangu em 16 de março a equipe foi dirigida por Marcelo Buarque

Última atualização em 29 de julho de 2014.

### Ney Franco
Em 14 de maio de 2014, após a polêmica da demissão de Jaime de Almeida, Ney Franco foi apresentado oficialmente pelo vice-presidente de futebol, Wallim Vasconcelos, no Ninho do Urubu. O contrato termina em dezembro de 2015, final do mandato da atual diretoria. O treinador já participou dos treinamentos e dirige a equipe na próxima partida, contra o São Paulo em 18 de maio.
| “ | Estou focado. Qualquer treinador que chega em qualquer clube, chega após a saída de outro treinador. Então, vejo com naturalidade. A forma como foi não vai atrapalhar nada no meu dia a dia de trabalho. O acerto financeiro foi muito rápido, porque eu queria trabalhar no Flamengo. Não houve desgaste. | ” |

Em 23 de julho, três dias após a derrota para o Internacional por 4–0, e após a parada para a Copa do Mundo, foi demitido, apesar do contrato até o final da temporada de 2015.
| “ | Gostaria de agradecer à diretoria, que acreditou no meu trabalho e sempre me deu todo respaldo necessário. Quero agradecer também aos jogadores, com os quais nunca tive nenhum tipo de problema. Todos demonstraram empenho nos momentos difíceis, mas não conseguimos, juntos, os resultados. Infelizmente, as vitórias não vieram e tivemos de interromper o trabalho. Tomamos a decisão em comum acordo, juntamente da diretoria, após reunião. Desejo toda sorte ao Flamengo, clube de grande história no futebol, e agradeço pela oportunidade. | ” |

#### Estatísticas
| Temp. | Competição            | Jogos | Vitórias | Empates | Derrotas | Aprov. | Observações      | Ref |
| ----- | --------------------- | ----- | -------- | ------- | -------- | ------ | ---------------- | --- |
| 2006  | Campeonato Brasileiro | 32    | 13       | 5       | 14       | 45,8%  | 11.º colocado    |     |
| 2006  | Copa do Brasil        | 2     | 2        | 0       | 0        | 100,0% | Campeão          |     |
| 2006  | Amistosos             | 4     | 3        | 1       | 0        | 83,3%  |                  |     |
| 2006  | Total da temporada    | 38    | 18       | 6       | 14       | 52,6%  |                  |     |
| 2007  | Copa Libertadores     | 8     | 6        | 1       | 1        | 79,2%  | Oitavas de final |     |
| 2007  | Campeonato Brasileiro | 12    | 2        | 6       | 4        | 33,3%  |                  |     |
| 2007  | Campeonato Carioca    | 16    | 7        | 4       | 5        | 52,1%  | Campeão          |     |
| 2007  | Total da temporada    | 36    | 15       | 11      | 10       | 51,9%  |                  |     |
| 2014  | Campeonato Brasileiro | 7     | 0        | 3       | 4        | 14,3%  | 20.ª colocação   |     |
| 2014  | Total da temporada    | 7     | 0        | 3       | 4        | 14,3%  |                  |     |
| TOTAL | TOTAL                 | 81    | 33       | 20      | 28       | 49,0%  |                  |     |

Última atualização em 29 de julho de 2014.

### Vanderlei Luxemburgo
Vanderlei Luxemburgo foi anunciado pela diretoria do clube no mesmo dia da demissão de Ney Franco, 23 de julho. O contrato será até o final da temporada de 2015, final do mandato da diretoria. O auxiliar técnico será o ex-atacante Deivid e Antonio Mello, o preparador físico. A estreia será no clássico contra o Botafogo, no Maracanã.
É a quarta passagem do treinador pelo clube e, na última, há dois anos, terminou em fevereiro durante a gestão de Patrícia Amorim, após uma queda de braço com Ronaldinho Gaúcho.
| “ | Satisfação em voltar ao Flamengo. Não é um convite, é uma convocação e profissionalmente uma possibilidade muito boa. Estava em um período com a família, vendo coisas pessoais, viajando, conversando com pessoas sobre futebol de fora do Brasil, trabalhei na Copa do Mundo. Agora, voltei para o mercado, tive sondagens e propostas importantes, mas entendi que ainda não era o momento. Até que surgiu essa proposta, convocação e achei muito bom. | ” |

#### Estatísticas
| Temp. | Competição                          | Jogos | Vitórias | Empates | Derrotas | Aprov. | Observações      | Ref |
| ----- | ----------------------------------- | ----- | -------- | ------- | -------- | ------ | ---------------- | --- |
| 1991  | Taça Libertadores                   | 10    | 6        | 3       | 1        | 70,0%  | Quartas de final |     |
| 1991  | Campeonato Brasileiro               | 19    | 7        | 5       | 7        | 45,6%  | 9.º colocado     |     |
| 1991  | Supercopa do Brasil                 | 1     | 0        | 0       | 1        | 0,0%   | Vice-campeão     |     |
| 1991  | Campeonato Carioca                  | 2     | 1        | 1       | 0        | 66,7%  |                  |     |
| 1991  | Copa Rio                            | 9     | 7        | 2       | 0        | 85,2%  | Campeão          |     |
| 1991  | Torneio de Paris                    | 2     | 0        | 1       | 1        | 16,7%  | Vice-campeão     |     |
| 1991  | Torneio de Berna                    | 2     | 0        | 1       | 1        | 16,7%  | Vice-campeão     |     |
| 1991  | Torneio de Brixen                   | 2     | 1        | 0       | 1        | 50,0%  | Vice-campeão     |     |
| 1991  | Amistoso                            | 5     | 2        | 1       | 2        | 46,7%  |                  |     |
| 1991  | Total da temporada                  | 52    | 24       | 14      | 14       | 55,1%  |                  |     |
| 1995  | Copa do Brasil                      | 10    | 8        | 1       | 1        | 83,3%  | Semifinais       |     |
| 1995  | Campeonato Carioca (Taça Guanabara) | 15    | 10       | 4       | 1        | 75,6%  | Campeão          |     |
| 1995  | Campeonato Carioca (fase final)     | 14    | 9        | 2       | 3        | 69,0%  | Vice-campeão     |     |
| 1995  | Copa dos Campeões Mundiais          | 2     | 0        | 0       | 2        | 0,0%   | 4.º colocado     |     |
| 1995  | Amistoso                            | 5     | 0        | 3       | 2        | 20,0%  |                  |     |
| 1995  | Total da temporada                  | 46    | 27       | 10      | 9        | 65,9%  |                  |     |
| 2010  | Campeonato Brasileiro               | 11    | 3        | 5       | 3        | 42,5%  | 14.º colocado    |     |
| 2010  | Total da temporada                  | 11    | 3        | 5       | 3        | 42,5%  |                  |     |
| 2011  | Copa Sul-Americana                  | 4     | 2        | 0       | 2        | 50,0%  | Oitavas de final |     |
| 2011  | Campeonato Brasileiro               | 38    | 15       | 16      | 7        | 53,5%  | 4.º colocado     |     |
| 2011  | Copa do Brasil                      | 6     | 3        | 2       | 1        | 61,1%  | Semifinais       |     |
| 2011  | Campeonato Carioca (Taça Guanabara) | 9     | 8        | 1       | 0        | 92,6%  | Campeão          |     |
| 2011  | Campeonato Carioca (Taça Rio)       | 10    | 4        | 6       | 0        | 60,0%  | Campeão          |     |
| 2011  | Amistoso                            | 2     | 1        | 1       | 0        | 66,7%  |                  |     |
| 2011  | Total da temporada                  | 69    | 33       | 26      | 10       | 60,4%  |                  |     |
| 2012  | Taça Libertadores da América        | 2     | 1        | 0       | 1        | 50,0%  |                  |     |
| 2012  | Amistoso                            | 2     | 1        | 1       | 0        | 66,7%  |                  |     |
| 2012  | Total da temporada                  | 4     | 2        | 1       | 1        | 58,4%  |                  |     |
| 2014  | Campeonato Brasileiro               | 27    | 13       | 6       | 8        | 55,6%  | 10.º colocado    |     |
| 2014  | Copa do Brasil                      | 6     | 4        | 0       | 2        | 66,7%  | Semifinais       |     |
| 2014  | Total da temporada                  | 33    | 15       | 6       | 10       | 51,6%  |                  |     |
| TOTAL | TOTAL                               | 215   | 106      | 62      | 47       | 58,9%  |                  |     |

Última atualização em 11 de dezembro de 2014.

## Competições

### Copa Libertadores da América

#### Elenco
Estes foram os jogadores inscritos para a disputa da Copa Libertadores da América. Como era obrigatória a numeração de 1 a 30, o número 12, que é aposentado pelo clube em homenagem a sua torcida, acabou sendo atribuído ao goleiro Paulo Victor.

#### Segunda fase
Grupo 7
| Equipe   | Pts | J | V | E | D | GP | GC | SG |
| -------- | --- | - | - | - | - | -- | -- | -- |
| Bolívar  | 11  | 6 | 3 | 2 | 1 | 8  | 6  | +2 |
| León     | 10  | 6 | 3 | 1 | 2 | 10 | 7  | +3 |
| Flamengo | 7   | 6 | 2 | 1 | 3 | 10 | 10 | 0  |
| Emelec   | 6   | 6 | 2 | 0 | 4 | 7  | 12 | –5 |

Última atualização em 10 de abril de 2014.
| 12 de fevereiro 1.ª rodada | León                            | 2 – 1     | Flamengo    | León                                     |  |
| 18:00 (UTC−6)              | Boselli 31' (pen) · Arizala 67' | Relatório | Cáceres 42' | Estádio: León Árbitro: COL José Buitrago |  |

| 26 de fevereiro 2.ª rodada | Flamengo                              | 3 – 1     | Emelec       | Rio de Janeiro                               |  |
| 22:00 (UTC−3)              | Elano 10' · Hernane 54' · Éverton 81' | Relatório | Escalada 87' | Estádio: Maracanã Árbitro: ARG Néstor Pitana |  |

| 12 de março 3.ª rodada | Flamengo         | 2 – 2     | Bolívar                     | Rio de Janeiro                               |  |
| 22:00 (UTC−3)          | Éverton 54', 65' | Relatório | Capdevila 52' · Pedriel 72' | Estádio: Maracanã Árbitro: CHI Enrique Osses |  |

| 19 de março 4.ª rodada | Bolívar       | 1 – 0     | Flamengo | La Paz                                                   |  |
| 21:00 (UTC−4)          | Arce 4' (pen) | Relatório |          | Estádio: Hernando Siles Árbitro: PAR Mario Díaz de Vivar |  |

| 2 de abril 5.ª rodada | Emelec                  | 1 – 2     | Flamengo                             | Guaiaquil                                           |  |
| 20:00 (UTC−5)         | Stracqualursi 65' (pen) | Relatório | Alecsandro 8' (pen) · Paulinho 90+2' | Estádio: George Capwell Árbitro: CHI Julio Bascuñán |  |

| 9 de abril 6.ª rodada | Flamengo                          | 2 – 3     | León                                 | Rio de Janeiro                            |  |
| 19:45 (UTC−3)         | André Santos 29' · Alecsandro 34' | Relatório | Arizala 20' · Boselli 30' · Peña 83' | Estádio: Maracanã Árbitro: ARG Diego Abal |  |

### Campeonato Brasileiro
| Pos | Time     | Pts | J  | V  | E | D  | GP | GC | SG | %    |
| --- | -------- | --- | -- | -- | - | -- | -- | -- | -- | ---- |
| 10  | Flamengo | 47  | 35 | 13 | 8 | 14 | 40 | 45 | -5 | 44,8 |

Última atualização em 23 de novembro de 2014.
|  | Segunda fase da Copa Libertadores de 2015  |
|  | Primeira fase da Copa Libertadores de 2015 |
|  | Zona intermediária                         |
|  | Zona de rebaixamento à Série B de 2015     |

#### Primeiro turno
| 20 de abril 1.ª rodada | Flamengo | 0 – 0          | Goiás | Brasília                                                             |  |
| 18:30                  |          | Súmula Borderô |       | Estádio: Mané Garrincha Público: 19 012 Árbitro: RS Anderson Daronco |  |

| 27 de abril 2.ª rodada | Corinthians            | 2 – 0          | Flamengo | São Paulo                                                           |  |
| 16:00                  | Guilherme 9' · Gil 79' | Súmula Borderô |          | Estádio: Pacaembu Público: 36 402 Árbitro: SP Leandro Vuaden (FIFA) |  |

| 4 de maio 3.ª rodada | Flamengo                                               | 4 – 2          | Palmeiras                 | Rio de Janeiro                                                    |  |
| 16:00                | Paulinho 13' · Márcio Araújo 49' · Alecsandro 60', 73' | Súmula Borderô | Wesley 10' · Henrique 30' | Estádio: Maracanã Público: 21 082 Árbitro: SC Paulo Godoy Bezerra |  |

| 11 de maio 4.ª rodada | Fluminense               | 2 – 0          | Flamengo | Rio de Janeiro                                                               |  |
| 16:00                 | Fred 11' · Chiquinho 87' | Súmula Borderô |          | Estádio: Maracanã Público: 30 766 Árbitro: RJ Wagner do Nascimento Magalhães |  |

| 18 de maio 5.ª rodada | Flamengo | 0 – 2          | São Paulo        | Rio de Janeiro                                                        |  |
| 16:00                 |          | Súmula Borderô | Ganso 23', 90+1' | Estádio: Maracanã Público: 25 118 Árbitro: MG Ricardo Marques Ribeiro |  |

| 21 de maio 6.ª rodada | Flamengo     | 1 – 1          | Bahia         | Macaé                                                                           |  |
| 19:30                 | Paulinho 10' | Súmula Borderô | Talisca 90+1' | Estádio: Moacyrzão Público: 10 924 Árbitro: PE Gilberto Rodrigues Castro Júnior |  |

| 25 de maio 7.ª rodada | Santos | 0 – 0          | Flamengo | São Paulo                                                          |  |
| 16:00                 |        | Súmula Borderô |          | Estádio: Morumbi Público: 7 182 Árbitro: BA Jailson Macêdo Freitas |  |

| 28 de maio 8.ª rodada | Flamengo       | 1 – 1          | Figueirense  | São Paulo                                                         |  |
| 19:30                 | Alecsandro 20' | Súmula Borderô | Everaldo 21' | Estádio: Morumbi Público: 4 577 Árbitro: SP Thiago Duarte Peixoto |  |

| 1 de junho 9.ª rodada | Cruzeiro                                                 | 3 – 0          | Flamengo | Uberlândia                                                                               |  |
| 16:00                 | Ricardo Goulart 15' · Éverton Ribeiro 17' · Borges 45+1' | Súmula Borderô |          | Estádio: Parque do Sabiá Público: 10 283 Árbitro: SP Luiz Flávio de Oliveira (asp. FIFA) |  |

| 16 de julho 10.ª rodada | Flamengo  | 1 – 2          | Atlético Paranaense                  | Macaé                                                                      |  |
| 22:00                   | Samir 36' | Súmula Borderô | Douglas Coutinho 20' · Cléberson 60' | Estádio: Moacyrzão Público: 6 692 Árbitro: SC Paulo Henrique Godoy Bezerra |  |

| 20 de julho 11.ª rodada | Internacional                                                          | 4 – 0          | Flamengo | Porto Alegre                                                |  |
| 16:00                   | Rafael Moura 16' · D'Alessandro 45+1' (pen.) · Fabrício 57' · Alex 77' | Súmula Borderô |          | Estádio: Beira-Rio Público: 27 633 Árbitro: PE Sandro Ricci |  |

| 27 de julho 12.ª rodada | Flamengo       | 1 – 0          | Botafogo | Rio de Janeiro                                                       |  |
| 18:30                   | Alecsandro 32' | Súmula Borderô |          | Estádio: Maracanã Público: 52 378 Árbitro: GO Wilton Pereira Sampaio |  |

| 3 de agosto 13.ª rodada | Chapecoense    | 1 – 0          | Flamengo | Chapecó                                                                    |  |
| 16:00                   | Rafael Lima 7' | Súmula Borderô |          | Estádio: Arena Condá Público: 12 473 Árbitro: SP Raphael Claus (asp. FIFA) |  |

| 10 de agosto 14.ª rodada | Flamengo    | 1 – 0          | Sport | Rio de Janeiro                                                            |  |
| 16:00                    | Eduardo 84' | Súmula Borderô |       | Estádio: Maracanã Público: 42 071 Árbitro: MG Emerson de Almeida Ferreira |  |

| 17 de agosto 15.ª rodada | Coritiba | 0 – 1          | Flamengo    | Curitiba                                                                   |  |
| 16:00                    |          | Súmula Borderô | Éverton 17' | Estádio: Couto Pereira Público: 13 521 Árbitro: MG Ricardo Marques Ribeiro |  |

| 20 de agosto 16.ª rodada | Flamengo                          | 2 – 1          | Atlético Mineiro | Rio de Janeiro                                             |  |
| 22:00                    | Léo Moura 60' (pen) · Eduardo 71' | Súmula Borderô | Maicosuel 9'     | Estádio: Maracanã Público: 40 892 Árbitro: PE Sandro Ricci |  |

| 24 de agosto 17.ª rodada | Criciúma | 0 – 2          | Flamengo                      | Criciúma                                                                  |  |
| 16:00                    |          | Súmula Borderô | Mugni 77' (pen) · Eduardo 81' | Estádio: Heriberto Hülse Público: 14 516 Árbitro: RS Leandro Pedro Vuaden |  |

| 31 de agosto 18.ª rodada | Vitória  | 1 – 2          | Flamengo                           | Salvador                                                       |  |
| 18:30                    | Caio 39' | Súmula Borderô | Marcelo 32' · Alecsandro 70' (pen) | Estádio: Barradão Público: 14 477 Árbitro: RS Anderson Daronco |  |

| 6 de setembro 19.ª rodada | Flamengo | 0 – 1          | Grêmio | Rio de Janeiro                                                             |  |
| 18:30                     |          | Súmula Borderô | Luan   | Estádio: Maracanã Público: 59 680 Árbitro: GO André Luiz de Freitas Castro |  |

#### Segundo turno
| 10 de setembro 20.ª rodada | Goiás      | 1 – 0          | Flamengo | Cuiabá                                                                      |  |
| 22:00                      | Samuel 69' | Súmula Borderô |          | Estádio: Arena Pantanal Público: 33 278 Árbitro: MG Ricardo Marques Ribeiro |  |

| 14 de setembro 21.ª rodada | Flamengo    | 1 – 0          | Corinthians | Rio de Janeiro                                                    |  |
| 16:00                      | Wallace 65' | Súmula Borderô |             | Estádio: Maracanã Público: 36 905 Árbitro: PE Sandro Ricci (FIFA) |  |

| 17 de setembro 22.ª rodada | Palmeiras                   | 2 – 2          | Flamengo                      | São Paulo                                                                  |  |
| 22:00                      | Diogo 47' · Victor Luis 68' | Súmula Borderô | Canteros 12' · Alecsandro 31' | Estádio: Pacaembu Público: 19 350 Árbitro: RS Anderson Daronco (asp. FIFA) |  |

| 21 de setembro 23.ª rodada | Flamengo    | 1 – 1          | Fluminense | Rio de Janeiro                                                                             |  |
| 16:00                      | Eduardo 26' | Súmula Borderô | Fred 44'   | Estádio: Maracanã Público: 41 666 Árbitro: PA Dewson Fernando Freitas da Silva (asp. FIFA) |  |

| 24 de setembro 24.ª rodada | São Paulo                                 | 2 – 2          | Flamengo                     | São Paulo                                                                 |  |
| 22:00                      | Rogério Ceni 17' (pen) · Luís Fabiano 90' | Súmula Borderô | Éverton 35' · Alecsandro 86' | Estádio: Morumbi Público: 16 571 Árbitro: GO André Luiz de Freitas Castro |  |

| 28 de setembro 25.ª rodada | Bahia                             | 2 – 1          | Flamengo    | Salvador                                                                    |  |
| 16:00                      | Emanuel Biancucchi 17', 48' (pen) | Súmula Borderô | Eduardo 61' | Estádio: Fonte Nova Público: 36 826 Árbitro: RS Leandro Pedro Vuaden (FIFA) |  |

| 4 de outubro 26.ª rodada | Flamengo | 0 – 1          | Santos      | Rio de Janeiro                                                      |  |
| 16:20                    |          | Súmula Borderô | Robinho 25' | Estádio: Maracanã Público: 43 790 Árbitro: BA Marielson Alves Silva |  |

| 8 de outubro 27.ª rodada | Figueirense | 1 – 2          | Flamengo                 | Florianópolis                                                                  |  |
| 22:00                    | Mazola 56'  | Súmula Borderô | Eduardo 5' · Nixon 90+2' | Estádio: Orlando Scarpelli Público: 15 727 Árbitro: SP Flávio Rodrigues Guerra |  |

| 12 de outubro 28.ª rodada | Flamengo                                     | 3 – 0          | Cruzeiro | Rio de Janeiro                                                                   |  |
| 16:00                     | Dedé 14' (g.c.) · Canteros 56' · Gabriel 61' | Súmula Borderô |          | Estádio: Maracanã Público: 42 171 Árbitro: AL Francisco Carlos Nascimento (FIFA) |  |

| 19 de outubro 29.ª rodada | Atlético Paranaense | 2 – 1          | Flamengo   | Curitiba                                                                                     |  |
| 16:00                     | Cléo 16', 45' (pen) | Súmula Borderô | Eduardo 7' | Estádio: Arena da Baixada Público: 18 908 Árbitro: RS Jean Pierre Gonçalves Lima (asp. FIFA) |  |

| 22 de outubro 30.ª rodada | Flamengo           | 2 – 0          | Internacional | Rio de Janeiro                                                      |  |
| 22:00                     | Gabriel 68', 90+2' | Súmula Borderô |               | Estádio: Maracanã Público: 21 855 Árbitro: SP Thiago Duarte Peixoto |  |

| 25 de outubro 31.ª rodada | Botafogo                   | 2 – 1          | Flamengo    | Manaus                                                                                |  |
| 21:00                     | Rogério 34' · Wallyson 66' | Súmula Borderô | Eduardo 74' | Estádio: Arena da Amazônia Público: 42 391 Árbitro: MG Ricardo Marques Ribeiro (FIFA) |  |

| 2 de novembro 32.ª rodada | Flamengo                           | 3 – 0          | Chapecoense | Rio de Janeiro                                                              |  |
| 19:30                     | Ânderson Pico 55' · Nixon 60', 70' | Súmula Borderô |             | Estádio: Maracanã Público: 31 984 Árbitro: GO Wilton Pereira Sampaio (FIFA) |  |

| 9 de novembro 33.ª rodada | Sport                   | 2 – 2          | Flamengo                     | São Lourenço da Mata                                                           |  |
| 17:00                     | Danilo 88' · Mike 90+1' | Súmula Borderô | Márcio Araújo 8' · Nixon 23' | Estádio: Arena Pernambuco Público: 36 615 Árbitro: GO Elmo Alves Resende Cunha |  |

| 16 de novembro 34.ª rodada | Flamengo                            | 3 – 2          | Coritiba      | Rio de Janeiro                                                            |  |
| 17:00                      | Mugni 17' · Éverton 57' · Nixon 80' | Súmula Borderô | Joel 66', 83' | Estádio: Maracanã Público: 28 250 Árbitro: RS Leandro Pedro Vuaden (FIFA) |  |

| 19 de novembro 35.ª rodada | Atlético Mineiro                              | 4 – 0          | Flamengo | Belo Horizonte                                               |  |
| 22:00                      | Luan 24', 62' · Diego Tardelli 44' · Dodô 72' | Súmula Borderô |          | Estádio: Independência Árbitro: SP Flávio Rodrigues de Souza |  |

| 23 de novembro 36.ª rodada | Flamengo | 1 – 1 | Criciúma | São Luís                                                          |  |
| 17:00                      | Elton    |       |          | Estádio: Estádio Castelão Árbitro: AL Francisco Carlos Nascimento |  |

| 29 de novembro 37.ª rodada | Flamengo | 4–0 | Vitória | Manaus                     |  |
| 21:00                      |          |     |         | Estádio: Arena da Amazônia |  |

| 6 de dezembro 38.ª rodada | Grêmio | 1–1 | Flamengo | Porto Alegre             |  |
| 17:00                     |        |     |          | Estádio: Arena do Grêmio |  |

### Copa do Brasil

#### Fases finais

##### Oitavas de final
| 27 de agosto Ida | Coritiba                                                      | 3 – 0          | Flamengo | Curitiba                                                                             |  |
| 22:00            | Leandro Almeida 60' · Luiz Antônio 73' · Zé Eduardo 89' (pen) | Súmula Borderô |          | Estádio: Couto Pereira Público: 8 695 Árbitro: SP Marcelo Aparecido Ribeiro de Souza |  |

| 3 de setembro Volta                                     | Flamengo                                        | 3 – 0 (3 – 2 pen.)                                       | Coritiba | Rio de Janeiro                                                         |  |
| 22:00                                                   | Alecsandro 45+3' (pen), 56' (pen) · Eduardo 80' | Súmula Borderô                                           |          | Estádio: Maracanã Público: 20 450 Árbitro: MT Wagner Reway (asp. FIFA) |  |
|                                                         |                                                 | Penalidades                                              |          |                                                                        |  |
| Alecsandro Chicão João Paulo Eduardo Léo Moura Canteros |                                                 | Zé Eduardo Hélder Robinho Leandro Almeida Dudu Carlinhos |          |                                                                        |  |

##### Quartas de final
| 1 de outubro Ida | América de Natal | 0 – 1          | Flamengo    | Natal                                                                           |  |
| 22:00            |                  | Súmula Borderô | Gabriel 46' | Estádio: Arena das Dunas Público: 30 575 Árbitro: SC Héber Roberto Lopes (FIFA) |  |

| 15 de outubro Volta | Flamengo    | 1 – 0          | América de Natal | Rio de Janeiro                                                         |  |
| 22:00               | Gabriel 64' | Súmula Borderô |                  | Estádio: Maracanã Público: 42 406 Árbitro: GO Elmo Alves Resende Cunha |  |

##### Semifinais
| 29 de outubro Ida | Flamengo                       | 2 – 0          | Atlético Mineiro | Rio de Janeiro                                                                    |  |
| 22:00             | Cáceres 61' · Chicão 78' (pen) | Súmula Borderô |                  | Estádio: Maracanã Público: 45 652 Árbitro: SP Luiz Flávio de Oliveira (asp. FIFA) |  |

| 5 de novembro Volta | Atlético Mineiro                                   | 4 –1           | Flamengo    | Belo Horizonte                                                             |  |
| 22:00               | Carlos 41' · Maicosuel 57' · Dátolo 80' · Luan 84' | Súmula Borderô | Éverton 34' | Estádio: Mineirão Público: 41 352 Árbitro: RS Anderson Daronco (asp. FIFA) |  |

### Campeonato Carioca

#### Taça Guanabara
| Pos | Time     | PG | J  | V  | E | D | GP | GS | SG  |
| --- | -------- | -- | -- | -- | - | - | -- | -- | --- |
| 1   | Flamengo | 38 | 15 | 12 | 2 | 1 | 36 | 16 | +20 |

| 19 de janeiro 1.ª rodada | Flamengo    | 1 – 0  | Audax Rio | Rio de Janeiro                                                     |  |
| 17:00                    | Welinton 5' | Súmula |           | Estádio: Maracanã Público: 12 829 Árbitro: RJ Philip Georg Bennett |  |

| 22 de janeiro 2.ª rodada | Volta Redonda | 0 – 1  | Flamengo     | Volta Redonda                                                                         |  |
| 22:00                    |               | Súmula | Welinton 85' | Estádio: Raulino de Oliveira Público: 3 413 Árbitro: RJ Rodrigo Carvalhães de Miranda |  |

| 25 de janeiro 3.ª rodada | Flamengo                     | 2 – 2  | Duque de Caxias                | Rio de Janeiro                                                                 |  |
| 19:30                    | Alecsandro 69' · Gabriel 71' | Súmula | Rodrigues 27' · Alex Terra 47' | Estádio: Maracanã Público: 13 528 Árbitro: RJ Carlos Eduardo Nunes Braga (CBF) |  |

| 29 de janeiro 4.ª rodada | Friburguense | 0 – 2  | Flamengo              | Nova Friburgo                                                                     |  |
| 17:00                    |              | Súmula | Samir 37' · Elano 68' | Estádio: Estádio Eduardo Guinle Público: 3 975 Árbitro: RJ Grazianne Maciel Rocha |  |

| 2 de fevereiro 5.ª rodada | Flamengo                                 | 5 – 2  | Macaé                      | Rio de Janeiro                                                          |  |
| 17:00                     | Hernane 15', 25', 43', 52' · Negueba 90' | Súmula | Marquinho 39' · Waldir 87' | Estádio: Maracanã Público: 3 359 Árbitro: RJ Eduardo Cordeiro Guimarães |  |

| 5 de fevereiro 6.ª rodada | Boavista                          | 2 – 5  | Flamengo                                         | Rio de Janeiro                                                         |  |
| 17:00                     | André Luiz 15' · Thiago Silva 18' | Súmula | Alecsandro 29', 55', 58' · Gabriel 27' · Léo 69' | Estádio: Moça Bonita Público: 1 286 Árbitro: RJ João Batista de Arruda |  |

| 8 de fevereiro 7.ª rodada | Flamengo | 0 – 3  | Fluminense                               | Rio de Janeiro                                                     |  |
| 19:30                     |          | Súmula | Michael 28' · Elivélton 48' · Walter 85' | Estádio: Maracanã Público: 18 109 Árbitro: RJ Philip Georg Bennett |  |

| 16 de fevereiro 8.ª rodada | Vasco da Gama      | 1 – 2  | Flamengo                | Rio de Janeiro                                                           |  |
| 16:00                      | Fellipe Bastos 37' | Súmula | Elano 39' · Gabriel 89' | Estádio: Maracanã Público: 16 972 Árbitro: RJ Eduardo Cordeiro Guimarães |  |

| 19 de fevereiro 9.ª rodada | Flamengo                        | 2 – 0  | Madureira | Rio de Janeiro                                                   |  |
| 22:00                      | Leozão 11' (g.c.) · Negueba 39' | Súmula |           | Estádio: Maracanã Público: 3 376 Árbitro: RJ Rodrigo Nunes de Sá |  |

| 22 de fevereiro 10.ª rodada | Resende | 0 – 3  | Flamengo                          | Volta Redonda                                                                                |  |
| 18:30                       |         | Súmula | Alecsandro 22', 34' · Everton 68' | Estádio: Estádio Raulino de Oliveira Público: 2 792 Árbitro: RJ Pathrice Wallace Correa Maia |  |

| 1 de março 11.ª rodada | Flamengo                               | 2 – 1  | Nova Iguaçu    | Rio de Janeiro                                                    |  |
| 18:30                  | Jorge Fellipe 17' (g.c.) · Hernane 55' | Súmula | Erick Foca 66' | Estádio: Maracanã Público: 13 845 Árbitro: RJ Rodrigo Nunes de Sá |  |

| 5 de março 12.ª rodada | Bonsucesso | 0 – 2  | Flamengo                   | Volta Redonda                                                                        |  |
| 22:00                  |            | Súmula | Alecsandro 71' · Nixon 75' | Estádio: Raulino de Oliveira Público: 450 Árbitro: RJ Raphael Silvano Ferreira Silva |  |

| 9 de março 13.ª rodada | Botafogo | 0 – 2  | Flamengo              | Rio de Janeiro                                                       |  |
| 18:30                  |          | Súmula | Gabriel 11' · Léo 90' | Estádio: Maracanã Público: 12 648 Árbitro: RJ Daniel de Sousa Macedo |  |

| 16 de março 14.ª rodada | Flamengo       | 2 – 2  | Bangu                            | Volta Redonda                                                           |  |
| 16:00                   | Nixon 59', 65' | Súmula | Willen Mota 43' · Christiano 48' | Estádio: Raulino de Oliveira Público: 997 Árbitro: RJ João Ennio Sobral |  |

| 23 de março 15.ª rodada | Flamengo                                                          | 5 – 3  | Cabofriense                              | Rio de Janeiro                                                      |  |
| 16:00                   | Alecsandro 17', 65' · Paulinho 22' · Mugni 44' · Luiz Antônio 46' | Súmula | Éberson 57', 62' · Fabrício Carvalho 86' | Estádio: Maracanã Público: 6 598 Árbitro: RJ Wagner dos Santos Rosa |  |

##### Premiação
| Taça Guanabara de 2014         |
| Rio de Janeiro                 |
| ------------------------------ |
| FLAMENGO Campeão (20.º título) |

#### Torneio Super Clássicos
O Torneio Super Clássicos foi disputado entre os quatro grandes clubes do Campeonato e contabilizadas apenas as partidas entre eles durante o turno único e excluindo-se as partidas semifinais e finais.
| Pos | Time          | PG | J | V | E | D | GP | GS | SG |
| --- | ------------- | -- | - | - | - | - | -- | -- | -- |
| 1   | Flamengo      | 6  | 3 | 2 | 0 | 1 | 4  | 4  | 0  |
| 2   | Fluminense    | 4  | 3 | 1 | 1 | 1 | 4  | 4  | 0  |
| 3   | Vasco da Gama | 4  | 3 | 1 | 1 | 1 | 3  | 3  | 0  |
| 4   | Botafogo      | 3  | 3 | 1 | 0 | 2 | 3  | 3  | 0  |

##### Premiação
| Torneio Super Clássicos de 2014 |
| Rio de Janeiro                  |
| ------------------------------- |
| FLAMENGO Bicampeão (2.º título) |

#### Fase final
Em itálico, as equipes que jogarão pelo empate, por ter melhor campanha na fase de grupos (1.º e 2.º colocados).
|  | Semifinais    | Semifinais    | Semifinais | Semifinais |   |          | Final | Final | Final | Final |
|  |               |               |            |            |   |          |       |       |       |       |
|  | Flamengo      | 3             | 3          | 6          |   |          |       |       |       |       |
|  | Cabofriense   | 0             | 1          | 1          |   |          |       |       |       |       |
|  | Cabofriense   | 0             | 1          | 1          |   | Flamengo | 1     | 1     | 2     |       |
|  |               |               |            |            |   | Flamengo | 1     | 1     | 2     |       |
|  |               | Vasco da Gama | 1          | 1          | 2 |          |       |       |       |       |
|  | Fluminense    | Vasco da Gama | 1          | 1          | 2 | 1        | 0     | 1     |       |       |
|  | Fluminense    |               |            |            |   | 1        | 0     | 1     |       |       |
|  | Vasco da Gama | 1             | 1          | 2          |   |          |       |       |       |       |

##### Semifinal
| 26 de março Ida | Cabofriense | 0 – 3  | Flamengo                                    | Rio de Janeiro                                                      |  |
| 22:00           |             | Súmula | Éverton 17' · Paulinho 49' · Alecsandro 73' | Estádio: Maracanã Público: 5 128 Árbitro: RJ Grazianni Maciel Rocha |  |

| 29 de março Volta | Flamengo                       | 3 – 1  | Cabofriense | Rio de Janeiro                                                             |  |
| 18:30             | Mugni 8', 18' · João Paulo 64' | Súmula | Éberson 74' | Estádio: Maracanã Público: 9 327 Árbitro: RJ Rodrigo Carvalhães de Miranda |  |

##### Final
| 6 de abril Ida | Vasco da Gama | 1 – 1  | Flamengo     | Rio de Janeiro                                                    |  |
| 16:00          | Rodrigo 11'   | Súmula | Paulinho 60' | Estádio: Maracanã Público: 26 242 Árbitro: RJ Rodrigo Nunes de Sá |  |

| 13 de abril Volta | Flamengo        | 1 – 1  | Vasco da Gama     | Rio de Janeiro                                                         |  |
| 16:00             | Nixon[NO] 90+1' | Súmula | Douglas 75' (pen) | Estádio: Maracanã Público: 49 139 Árbitro: RJ Marcelo de Lima Henrique |  |

NO. ^ Após a partida, a Comissão de Arbitragem (COAF) informou, em nota oficial, que o gol foi marcado por Márcio Araújo em posição de impedimento, porém, na súmula, o gol foi atribuído ao jogador Nixon.

#### Premiação
| Campeonato Carioca de Futebol de 2014 |
| Rio de Janeiro                        |
| ------------------------------------- |
| FLAMENGO Campeão (33.º título)        |

#### Classificação geral
Para a definição da classificação geral, excluem-se os pontos obtidos na fase semifinal e final do campeonato. Ao final do campeonato, o campeão e o vice-campeão ocuparam a primeira e segunda colocações independente do número de pontos.
| Pos | Time     | PG | J  | V  | E | D | GP | GS | SG  |
| --- | -------- | -- | -- | -- | - | - | -- | -- | --- |
| 1   | Flamengo | 38 | 15 | 12 | 2 | 1 | 36 | 16 | +20 |

## Partidas disputadas
O clube disputou 66 partidas, sendo 29 como mandante, nove clássicos[CLAS] e 28 como visitante. Foram 33 vitórias, 13 empates e 20 derrotas. A equipe marcou 102 gols e sofreu 81, com saldo de 21 gols.
Última atualização em 23 de novembro de 2014.
Legenda:      Vitória —      Empate —      Derrota —      Clássico[CLAS]

### Primeira partida
| 19 de janeiro Taça GB - 1.ª | Flamengo    | 1 – 0  | Audax Rio | Rio de Janeiro                                                     |  |
| 17:00                       | Welinton 5' | Súmula |           | Estádio: Maracanã Público: 12 829 Árbitro: RJ Philip Georg Bennett |  |

### Última partida
| 19 de novembro Brasileiro - 35.ª | Atlético Mineiro                              | 4 – 0          | Flamengo | Belo Horizonte                                               |  |
| 22:00                            | Luan 24', 62' · Diego Tardelli 44' · Dodô 72' | Súmula Borderô |          | Estádio: Independência Árbitro: SP Flávio Rodrigues de Souza |  |

### Próxima partida
| 23 de novembro Brasileiro - 36.ª | Flamengo | – | Criciúma | São Luís                                                          |  |
| 17:00                            |          |   |          | Estádio: Estádio Castelão Árbitro: AL Francisco Carlos Nascimento |  |

### Campanha
Essa é a campanha na temporada:
|                    | Mandante | Visitante | Clássicos[CLAS] | Total |
| ------------------ | -------- | --------- | --------------- | ----- |
| Jogos              | 29       | 28        | 9               | 66    |
| Vitórias           | 18       | 12        | 3               | 33    |
| Empates            | 6        | 4         | 3               | 13    |
| Derrotas           | 5        | 12        | 3               | 20    |
|                    |          |           |                 |       |
| Gols marcados      | 57       | 36        | 9               | 102   |
| Gols sofridos      | 30       | 40        | 11              | 81    |
| Saldo de gols      | 27       | -4        | -2              | 21    |
|                    |          |           |                 |       |
| Aproveitamento (%) | 69,0     | 47,6      | 44,4            | 56,6  |

Última atualização em 23 de novembro de 2014.

## Artilharia
A artilharia da temporada:
| #               | Futebolista     | Total | Campeonato Carioca | Copa do Brasil | Campeonato Brasileiro | Copa Libertadores |  |
| --------------- | --------------- | ----- | ------------------ | -------------- | --------------------- | ----------------- |  |
| 01              | Alecsandro      | 21    | 10                 | 2              | 7                     | 2                 |  |
| 02              | Eduardo         | 9     | 0                  | 1              | 8                     | 0                 |  |
|                 | Everton         | 9     | 2                  | 1              | 3                     | 3                 |  |
|                 | Gabriel         | 9     | 4                  | 2              | 3                     | 0                 |  |
| 05              | Nixon           | 8     | 3                  | 0              | 5                     | 0                 |  |
| 06              | Hernane         | 6     | 5                  | 0              | 0                     | 1                 |  |
|                 | Paulinho        | 6     | 3                  | 0              | 2                     | 1                 |  |
| 08              | Mugni           | 5     | 3                  | 0              | 2                     | 0                 |  |
| 09              | Elano           | 3     | 2                  | 0              | 0                     | 1                 |  |
|                 | Márcio Araújo   | 3     | 1                  | 0              | 2                     | 0                 |  |
| 11              | Canteros        | 2     | 0                  | 0              | 2                     | 0                 |  |
|                 | Cáceres         | 2     | 0                  | 1              | 0                     | 1                 |  |
|                 | Léo             | 2     | 2                  | 0              | 0                     | 0                 |  |
|                 | Negueba         | 2     | 2                  | 0              | 0                     | 0                 |  |
|                 | Samir           | 2     | 1                  | 0              | 1                     | 0                 |  |
|                 | Welinton        | 2     | 2                  | 0              | 0                     | 0                 |  |
| 17              | Ânderson Pico   | 1     | 0                  | 0              | 1                     | 0                 |  |
|                 | André Santos    | 1     | 0                  | 0              | 0                     | 1                 |  |
|                 | Chicão          | 1     | 0                  | 1              | 0                     | 0                 |  |
|                 | João Paulo      | 1     | 1                  | 0              | 0                     | 0                 |  |
|                 | Léo Moura       | 1     | 0                  | 0              | 1                     | 0                 |  |
|                 | Luiz Antônio    | 1     | 1                  | 0              | 0                     | 0                 |  |
|                 | Marcelo         | 1     | 0                  | 0              | 1                     | 0                 |  |
|                 | Wallace         | 1     | 0                  | 0              | 1                     | 0                 |  |
|                 |                 |       |                    |                |                       |                   |  |
| Gols contra[GC] | Gols contra[GC] | 3     | 2                  | 0              | 1                     | 0                 |  |
| TOTAL           | TOTAL           | 102   | 44                 | 8              | 40                    | 10                |  |

GC. ^ Leozão (Madureira), Jorge Fellipe (Nova Iguaçu) e Dedé (Cruzeiro)
Em itálico os futebolistas que não atuam mais pelo clube
Última atualização em 23 de novembro de 2014.

## Cartões
Os cartões amarelos e vermelhos recebidos durante a temporada:
| #                   | Futebolista         | Expulso | Penalizado com cartão amarelo |
| ------------------- | ------------------- | ------- | ----------------------------- |
| 01                  | Chicão              | 2       | 5                             |
| 02                  | Cáceres             | 1       | 14                            |
| 03                  | Amaral              | 1       | 7                             |
|                     | Léo Moura           | 1       | 7                             |
| 05                  | Marcelo             | 1       | 4                             |
| 06                  | Erazo               | 1       | 1                             |
| 07                  | Éverton             | 0       | 11                            |
| 08                  | André Santos        | 0       | 9                             |
| 09                  | Alecsandro          | 0       | 8                             |
| 10                  | Canteros            | 0       | 7                             |
| 11                  | Muralha             | 0       | 5                             |
|                     | Samir               | 0       | 5                             |
| 13                  | Gabriel             | 0       | 4                             |
|                     | Léo                 | 0       | 4                             |
|                     | Luiz Antônio        | 0       | 4                             |
|                     | Wallace             | 0       | 4                             |
| 17                  | Elano               | 0       | 3                             |
|                     | Felipe              | 0       | 3                             |
|                     | João Paulo          | 0       | 3                             |
|                     | Márcio Araújo       | 0       | 3                             |
|                     | Mugni               | 0       | 3                             |
|                     | Negueba             | 0       | 3                             |
| 23                  | Feijão              | 0       | 2                             |
| 24                  | Digão               | 0       | 1                             |
|                     | Élton               | 0       | 1                             |
|                     | Frauches            | 0       | 1                             |
|                     | Paulo Victor        | 0       | 1                             |
|                     | Paulinho            | 0       | 1                             |
|                     | Welinton            | 0       | 1                             |
| TOTAL               | TOTAL               | 7       | 125                           |
| MÉDIA (66 partidas) | MÉDIA (66 partidas) | 0,1     | 1,9                           |

Em itálico os futebolistas que deixaram o clube durante a temporada
Última atualização em 23 de novembro de 2014.

## Público
| Competição            | Mandante | Visitante | Clássicos[CLAS] | Total     | Partidas[PUB] | Média    |
| --------------------- | -------- | --------- | --------------- | --------- | ------------- | -------- |
| Copa Libertadores     | N/D      | N/D       |                 | N/D       | 6             | N/D      |
| Campeonato Brasileiro | 435 003  | 313 762   | 167 201         | 915 966   | 34            | 26 940,2 |
| Copa do Brasil        | 108 508  | 80 622    |                 | 189 130   | 6             | 31 521,7 |
| Campeonato Carioca    | 63 859   | 17 044    | 123 110         | 204 013   | 19            | 10 737,5 |
| Total                 | 607 370  | 411 428   | 290 311         | 1 309 109 | 59            | 22 188,3 |
| Partidas              | 26       | 24        | 9               | 59        |               |          |
| Média                 | 23 360,4 | 17.142,8  | 32 256,8        | 22 188,3  |               |          |

PUB. ^ Partidas com o público divulgados pelos respectivos organizadores
Última atualização em 23 de novembro de 2014.

### Maiores públicos
Considera-se o público total da partida

#### Geral
| Nº | Público | Mandante | Placar | Visitante        | Estádio           | Data           | Competição         | Etapa           |
| -- | ------- | -------- | ------ | ---------------- | ----------------- | -------------- | ------------------ | --------------- |
| 1  | 59 680  | Flamengo | 0–1    | Grêmio           | Maracanã          | 6 de setembro  | Brasileiro         | 19.ª rodada     |
| 2  | 52 378  | Flamengo | 1–0    | Botafogo         | Maracanã          | 27 de julho    | Brasileiro         | 12.ª rodada     |
| 3  | 49 139  | Flamengo | 1–1    | Vasco da Gama    | Maracanã          | 13 de abril    | Campeonato Carioca | Final - Volta   |
| 4  | 45 652  | Flamengo | 2–0    | Atlético-MG      | Maracanã          | 29 de outubro  | Copa do Brasil     | Semifinal - Ida |
| 5  | 43 790  | Flamengo | 0–1    | Santos           | Maracanã          | 4 de outubro   | Brasileiro         | 26.ª rodada     |
| 6  | 42 406  | Flamengo | 1–0    | América de Natal | Maracanã          | 15 de outubro  | Copa do Brasil     | Quartas - Volta |
| 7  | 42 391  | Botafogo | 2–1    | Flamengo         | Arena da Amazônia | 25 de outubro  | Brasileiro         | 31.ª rodada     |
| 8  | 42 171  | Flamengo | 3–0    | Cruzeiro         | Maracanã          | 12 de outubro  | Brasileiro         | 28.ª rodada     |
| 9  | 42 071  | Flamengo | 1–0    | Sport            | Maracanã          | 10 de agosto   | Brasileiro         | 14.ª rodada     |
| 10 | 41 666  | Flamengo | 1–1    | Fluminense       | Maracanã          | 21 de setembro | Brasileiro         | 23.ª rodada     |

Última atualização em 23 de novembro de 2014.

#### Mandante
| Nº | Público | Mandante | Placar | Visitante     | Estádio  | Data          | Competição         | Etapa           |
| -- | ------- | -------- | ------ | ------------- | -------- | ------------- | ------------------ | --------------- |
| 1  | 59 680  | Flamengo | 0–1    | Grêmio        | Maracanã | 6 de setembro | Brasileiro         | 19.ª rodada     |
| 2  | 52 378  | Flamengo | 1–0    | Botafogo      | Maracanã | 27 de julho   | Brasileiro         | 12.ª rodada     |
| 3  | 49 139  | Flamengo | 1–1    | Vasco da Gama | Maracanã | 13 de abril   | Campeonato Carioca | Final - Volta   |
| 4  | 45 652  | Flamengo | 2–0    | Atlético-MG   | Maracanã | 29 de outubro | Copa do Brasil     | Semifinal - Ida |
| 5  | 43 790  | Flamengo | 0–1    | Santos        | Maracanã | 4 de outubro  | Brasileiro         | 26.ª rodada     |

Última atualização em 23 de novembro de 2014.

#### Visitante
| Nº | Público | Mandante    | Placar | Visitante | Estádio          | Data           | Competição     | Etapa             |
| -- | ------- | ----------- | ------ | --------- | ---------------- | -------------- | -------------- | ----------------- |
| 1  | 41 352  | Atlético-MG | 4–1    | Flamengo  | Mineirão         | 5 de novembro  | Copa do Brasil | Semifinal - Volta |
| 2  | 36 826  | Bahia       | 2–1    | Flamengo  | Fonte Nova       | 28 de setembro | Brasileiro     | 25.ª rodada       |
| 3  | 36 615  | Sport       | 2–2    | Flamengo  | Arena Pernambuco | 9 de novembro  | Brasileiro     | 33.ª rodada       |
| 4  | 36 402  | Corinthians | 2–0    | Flamengo  | Pacaembu         | 27 de abril    | Brasileiro     | 2.ª rodada        |
| 5  | 33 278  | Goiás       | 1–0    | Flamengo  | Arena Pantanal   | 10 de setembro | Brasileiro     | 20.ª rodada       |

Última atualização em 23 de novembro de 2014.

#### Clássicos
| Nº | Público | Mandante   | Placar | Visitante     | Estádio           | Data           | Competição         | Etapa         |
| -- | ------- | ---------- | ------ | ------------- | ----------------- | -------------- | ------------------ | ------------- |
| 1  | 52 378  | Flamengo   | 1–0    | Botafogo      | Maracanã          | 27 de julho    | Brasileiro         | 12.ª rodada   |
| 2  | 49 139  | Flamengo   | 1–1    | Vasco da Gama | Maracanã          | 13 de abril    | Campeonato Carioca | Final - Volta |
| 3  | 42 391  | Botafogo   | 2–1    | Flamengo      | Arena da Amazônia | 25 de outubro  | Brasileiro         | 31.ª rodada   |
| 4  | 41 666  | Flamengo   | 1–1    | Fluminense    | Maracanã          | 21 de setembro | Brasileiro         | 23.ª rodada   |
| 5  | 30 766  | Fluminense | 2–0    | Flamengo      | Maracanã          | 11 de maio     | Brasileiro         | 4.ª rodada    |

Última atualização em 23 de novembro de 2014.

### Menores públicos

#### Geral
| Nº | Público | Mandante      | Placar | Visitante   | Estádio             | Data            | Competição         | Etapa                 |
| -- | ------- | ------------- | ------ | ----------- | ------------------- | --------------- | ------------------ | --------------------- |
| 1  | 450     | Bonsucesso    | 0–2    | Flamengo    | Raulino de Oliveira | 5 de março      | Campeonato Carioca | Taça Guanabara - 12.ª |
| 2  | 997     | Flamengo      | 2–2    | Bangu       | Raulino de Oliveira | 16 de março     | Campeonato Carioca | Taça Guanabara - 14.ª |
| 3  | 1 286   | Boavista      | 2–5    | Flamengo    | Moça Bonita         | 5 de fevereiro  | Campeonato Carioca | Taça Guanabara - 6.ª  |
| 4  | 2 792   | Resende       | 0–3    | Flamengo    | Raulino de Oliveira | 22 de fevereiro | Campeonato Carioca | Taça Guanabara - 10.ª |
| 5  | 3 359   | Flamengo      | 5–2    | Macaé       | Raulino de Oliveira | 2 de fevereiro  | Campeonato Carioca | Taça Guanabara - 5.ª  |
| 6  | 3 376   | Flamengo      | 2–0    | Madureira   | Maracanã            | 19 de fevereiro | Campeonato Carioca | Taça Guanabara - 9.ª  |
| 7  | 3 413   | Volta Redonda | 0–1    | Flamengo    | Raulino de Oliveira | 22 de janeiro   | Campeonato Carioca | Taça Guanabara - 2.ª  |
| 8  | 3 975   | Friburguense  | 0–2    | Flamengo    | Eduardo Guinle      | 29 de janeiro   | Campeonato Carioca | Taça Guanabara - 4.ª  |
| 9  | 4 577   | Flamengo      | 1–1    | Figueirense | Morumbi             | 28 de maio      | Campeonato Carioca | 8.ª rodada            |
| 10 | 5 128   | Cabofriense   | 0–3    | Flamengo    | Maracanã            | 26 de março     | Campeonato Carioca | Semifinal - Ida       |

Última atualização em 23 de novembro de 2014.

#### Mandante
| Nº | Público | Mandante | Placar | Visitante   | Estádio             | Data            | Competição         | Etapa                 |
| -- | ------- | -------- | ------ | ----------- | ------------------- | --------------- | ------------------ | --------------------- |
| 1  | 997     | Flamengo | 2–2    | Bangu       | Raulino de Oliveira | 16 de março     | Campeonato Carioca | Taça Guanabara - 14.ª |
| 2  | 3 359   | Flamengo | 5–2    | Macaé       | Raulino de Oliveira | 2 de fevereiro  | Campeonato Carioca | Taça Guanabara - 5.ª  |
| 3  | 3 376   | Flamengo | 2–0    | Madureira   | Maracanã            | 19 de fevereiro | Campeonato Carioca | Taça Guanabara - 9.ª  |
| 4  | 4 577   | Flamengo | 1–1    | Figueirense | Morumbi             | 28 de maio      | Campeonato Carioca | 8.ª rodada            |
| 5  | 6 598   | Flamengo | 5–3    | Cabofriense | Maracanã            | 23 de março     | Campeonato Carioca | Taça Guanabara - 15.ª |

Última atualização em 23 de novembro de 2014.

#### Visitante
| Nº | Público | Mandante      | Placar | Visitante | Estádio             | Data            | Competição         | Etapa                 |
| -- | ------- | ------------- | ------ | --------- | ------------------- | --------------- | ------------------ | --------------------- |
| 1  | 450     | Bonsucesso    | 0–2    | Flamengo  | Raulino de Oliveira | 5 de março      | Campeonato Carioca | Taça Guanabara - 12.ª |
| 2  | 1 286   | Boavista      | 2–5    | Flamengo  | Moça Bonita         | 5 de fevereiro  | Campeonato Carioca | Taça Guanabara - 6.ª  |
| 3  | 2 792   | Resende       | 0–3    | Flamengo  | Raulino de Oliveira | 22 de fevereiro | Campeonato Carioca | Taça Guanabara - 10.ª |
| 4  | 3 413   | Volta Redonda | 0–1    | Flamengo  | Raulino de Oliveira | 22 de janeiro   | Campeonato Carioca | Taça Guanabara - 2.ª  |
| 5  | 3 975   | Friburguense  | 0–2    | Flamengo  | Eduardo Guinle      | 29 de janeiro   | Campeonato Carioca | Taça Guanabara - 4.ª  |

Última atualização em 23 de novembro de 2014.

#### Clássicos
| Nº | Público | Mandante      | Placar | Visitante  | Estádio  | Data            | Competição         | Etapa                 |
| -- | ------- | ------------- | ------ | ---------- | -------- | --------------- | ------------------ | --------------------- |
| 1  | 12 648  | Botafogo      | 0–2    | Flamengo   | Maracanã | 9 de março      | Campeonato Carioca | Taça Guanabara - 13.ª |
| 2  | 16 972  | Vasco da Gama | 1–2    | Flamengo   | Maracanã | 16 de fevereiro | Campeonato Carioca | Taça Guanabara - 8.ª  |
| 3  | 18 109  | Flamengo      | 0–3    | Fluminense | Maracanã | 8 de fevereiro  | Campeonato Carioca | Taça Guanabara - 7.ª  |
| 4  | 26 242  | Vasco da Gama | 1–1    | Flamengo   | Maracanã | 6 de abril      | Campeonato Carioca | Final - Ida           |
| 5  | 30 766  | Fluminense    | 2–0    | Flamengo   | Maracanã | 11 de maio      | Brasileiro         | 4.ª rodada            |

Última atualização em 23 de novembro de 2014.